# Contea di Hezheng
La contea di Hezheng (和政县S, Hézhèng XiànP) è una contea della Cina, situata nella provincia del Gansu.